# Wallace Fernando Pereira
Wallace Fernando Pereira (Cerquilho, 29 oktober 1986) is een Braziliaanse voetbalverdediger.

## Carrière
In eigen land speelde Wallace voor Sao Carlos FC. Hij speelde met zijn team in het staatskampioenschap  São Paulo en was daar relatief bekend, aangezien hij een opkomend talent was. Europese teams merkten dit op en in de zomer van 2005 tekende Wallace dan ook een contract bij Sheriff Tiraspol. Hij was meteen titularis en werd 3 keer Moldavisch kampioen. Hij speelde in totaal 80 wedstrijden voor Sheriff, waarin hij 7 keer tot scoren kwam. 
Toen hij een stapje hogerop wilde zetten, leek Fredrikstad FK hem de ideale club. In de zomer van 2008 tekende hij een contract bij die laatste club. 
Hij werd net zoals bij Sheriff meteen titularis en was publieks-lieveling omwille zijn afgemeten vrije-trap die hij bijna bij elke poging binnenschoot. Voor Frederikstad speelde Wallace in totaal 50 wedstrijden, waarin hij 9 keer tot scoren kwam.
Op 31 augustus 2010 ondertekende hij een contract voor 3 seizoenen bij de Belgische topclub KAA Gent. Hij maakte zijn competitiedebuut op 11 september in en tegen Lierse SK. In het begin van het seizoen moest hij samen met Kenny Thompson en Matija Škarabot voortdurend vechten om een basisplaats op de linksachter. Pas rond de maand november werd hij de vaste titularis op zijn positie en gaf die nooit meer af. Zijn eerste goal voor Gent maakte hij tegen Levski Sofia, waardoor hij de Europese kans op kwalificatie voor zijn club gaaf hield. Wallace liet zich daarna opmerken door zijn aanvallende rushes, prefecte corners en erg gerichte vrije trappen. Verdedigend liet Wallace al eens een steekje vallen, waardoor de druk op hem groter werd.

## Spelerscarrière
| Seizoen         | Club                | Land                 | Competitie         | Competitie | Competitie | Beker | Beker | Internationaal | Internationaal | Totaal | Totaal |
| Seizoen         | Club                | Land                 | Competitie         | Wed.       | Dlp.       | Wed.  | Dlp.  | Wed.           | Dlp.           | Wed.   | Dlp.   |
| --------------- | ------------------- | -------------------- | ------------------ | ---------- | ---------- | ----- | ----- | -------------- | -------------- | ------ | ------ |
| 2005/08         | FC Sheriff Tiraspol | Vlag van Moldavië    | Divizia Națională  | 80         | 7          | 0     | 0     | 0              | 0              | 80     | 7      |
| 2008/09         | Fredrikstad FK      | Vlag van Noorwegen   | Adeccoligaen       | 22         | 4          | 0     | 0     | 0              | 0              | 22     | 4      |
| 2009/10         | Fredrikstad FK      | Vlag van Noorwegen   | Adeccoligaen       | 13         | 1          | 1     | 0     | 0              | 0              | 14     | 1      |
| 2010/11         | Fredrikstad FK      | Vlag van Noorwegen   | Adeccoligaen       | 18         | 4          | 0     | 0     | 0              | 0              | 18     | 4      |
| 2010/11         | KAA Gent            | Vlag van België      | Jupiler Pro League | 22         | 0          | 6     | 0     | 4              | 1              | 32     | 1      |
| 2011/12         | KAA Gent            | Vlag van België      | Jupiler Pro League | 9          | 0          | 0     | 0     | 0              | 0              | 9      | 0      |
| 2012/13         | KAA Gent            | Vlag van België      | Jupiler Pro League | 11         | 1          | 1     | 0     | 2              | 0              | 14     | 1      |
| 2013/14         | Hoverla Oezjhorod   | Vlag van Oekraïne    | Premjer Liha       | 5          | 0          | 0     | 0     | 0              | 0              | 5      | 0      |
| 2014/15         | Skoda Xanthi        | Vlag van Griekenland | Super League       | 21         | 0          | 8     | 1     | 0              | 0              | 29     | 1      |
| 2015/16         | Skoda Xanthi        | Vlag van Griekenland | Super League       | 21         | 0          | 1     | 0     | 0              | 0              | 22     | 0      |
| 2016/17         | Skoda Xanthi        | Vlag van Griekenland | Super League       | 19         | 0          | 3     | 0     | 0              | 0              | 22     | 0      |
| 2017/18         | AE Larisa           | Vlag van Griekenland | Super League       | 22         | 0          | 6     | 0     | 0              | 0              | 28     | 0      |
| Carrière totaal | Carrière totaal     | Carrière totaal      | Carrière totaal    | 262        | 17         | 26    | 1     | 6              | 1              | 294    | 19     |